# La Bouilladisse
La Bouilladisse – miejscowość i gmina we Francji, w regionie Prowansja-Alpy-Lazurowe Wybrzeże, w departamencie Delta Rodanu.
Według danych na rok 1990 gminę zamieszkiwało 4115 osób, a gęstość zaludnienia wynosiła 326 osób/km² (wśród 963 gmin regionu Prowansja-Alpy-W. Lazurowe La Bouilladisse plasuje się na 153. miejscu pod względem liczby ludności, natomiast pod względem powierzchni na miejscu 635.).